# Korte Hengelosestraat 1
Het gebouw met adres Korte Hengelosestraat 1 in het centrum van Enschede is een in 1939 gebouwd warenhuis voor Vroom & Dreesmann naar een ontwerp van architect Jan Kuijt. Het warenhuis in Enschede is een van de laatste in een serie warenhuizen die hij ontwierp voor V&D. Het warenhuis is opgetrokken in gele baksteen in Noors kettingverband gemetseld over drie bouwlagen met plat dak.
In 2007 is het pand gerenoveerd, in het verleden was het onder andere in gebruik door het WERKbedrijf Enschede. Onder het gebouw is een bewaakte fietsenstalling.

## Galerij

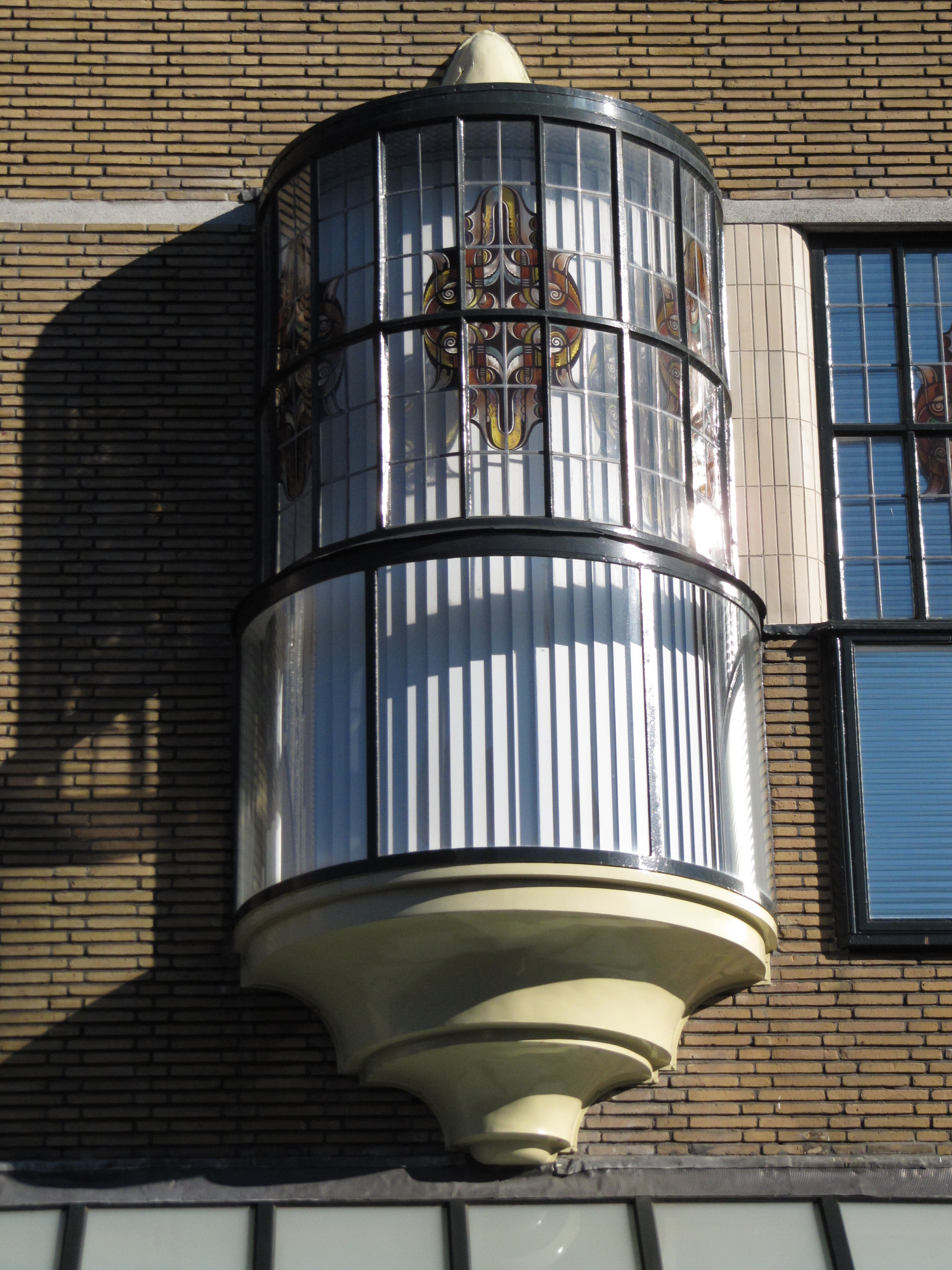
Erker
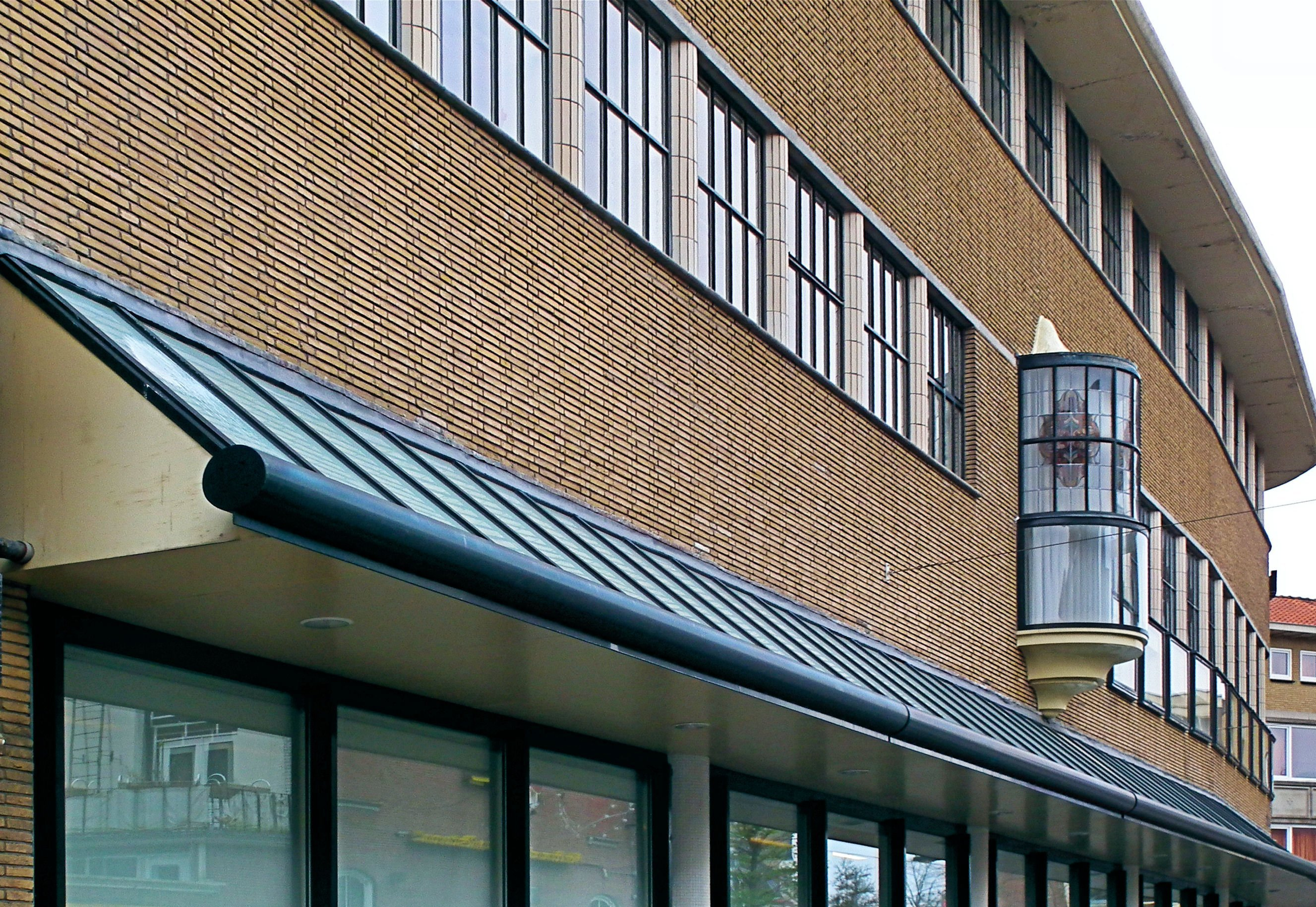
Zijkant
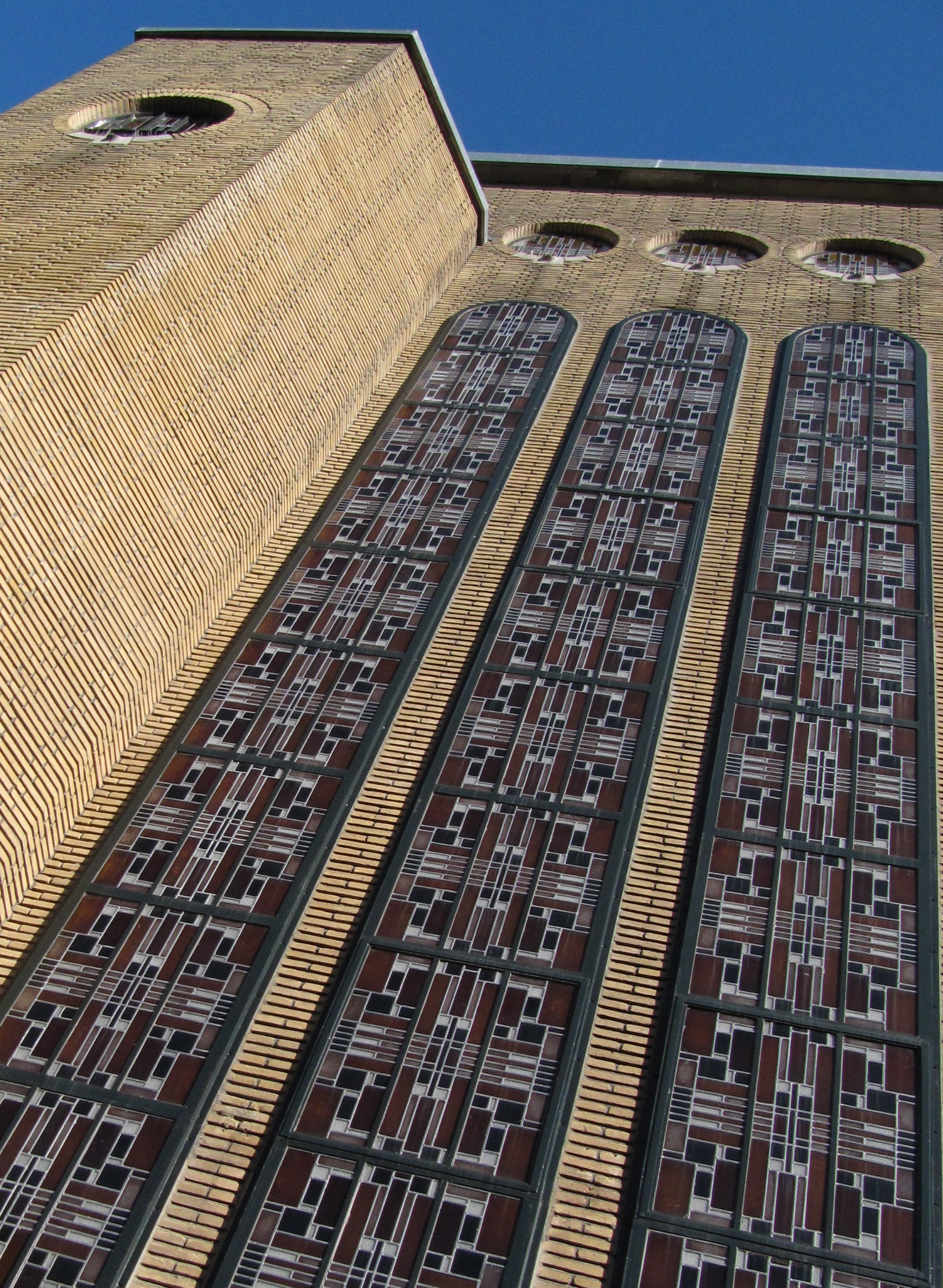
Vensters met glas-in-lood